# Pseudalastor cavifemur
Pseudalastor cavifemur är en stekelart som beskrevs av Giordani Soika 1961. Pseudalastor cavifemur ingår i släktet Pseudalastor och familjen Eumenidae. Inga underarter finns listade i Catalogue of Life.